# Villars (Vaucluse)
Villars é uma comuna francesa na região administrativa da Provença-Alpes-Costa Azul, no departamento de Vaucluse. Estende-se por uma área de 30,05 km². Em 2010 a comuna tinha 792 habitantes (densidade: 26,4 hab./km²).5 hab/km².